# Оксалат натрия
Оксалат натрия — химическое соединение,
соль натрия и щавелевой кислоты 
с формулой Na2C2O4,
бесцветные кристаллы,
растворяется в воде.

## Получение
- Взаимодействие карбоната натрия с щавелевой кислотой:

{\displaystyle {\ce {Na2CO3 + H2C2O4-> Na2C2O4 + CO2 + H2O}}}
- Быстрое нагревание формиата натрия до 400°С над щелочным катализатором.

{\displaystyle {\ce {2HCOONa-> Na2C2O4 + H2}}}

## Физические свойства
Оксалат натрия образует бесцветные кристаллы.
Растворяется в воде,
не растворяется в этаноле.
С пероксидом водорода образует аддукт вида Na2C2O4•H2O2.
Реакция оксалатов железа(III) и натрия (в присутствии перекиси водорода для предотвращения восстановления железа) получают триоксалатооферрат(III) натрия.

## Меры безопасности
- Оксалат натрия может оказывать негативное воздействие на организм при проглатывании и попадании внутрь, он не предназначен для употребления или наружного применения. Проглатывание приводит к отравлению и поражению внутренних органов.
- Воздействие мелкодисперсионной пыли реактива способствует возникновению серьёзного раздражения кожи.
- При горении оксалат натрия выделяет ядовитый, едкий дым, раздражающие пары и газы оксидов углерода и оксида натрия.
- Недопустимо попадание продукта в водостоки.
- Продукт стабилен при нормальных условиях использования и хранения.
- Хранить оксалат натрия рекомендуется в плотно закрытой таре, в прохладном, сухом, хорошо проветриваемом помещении, избегая контакта с другими несовместимыми веществами, вдали от источников тепла, искр или пламени. Несовместим с сильными окисляющими веществами.
- При работе с продуктом рекомендуется использовать респиратор, спецодежду, защитные перчатки, сапоги и очки. Необходимо соблюдать правила личной гигиены, запрещается принимать пищу, пить, курить во время работы с реактивом. Помещение для работы должно быть оборудовано общей приточно-вытяжной вентиляцией.

## Применение
- Протрава при ситцепечатании и дублении кож.
- Компонент пиротехнических составов.
- В производстве красителя «синего для печати».
- Аналитический реагент для осаждения кальция и редкоземельных элементов, установления титра растворов перманганата калия.
- Средство, препятствующее свёртываемости крови.